# فرودگاه اوترزن
فرودگاه اوترزن  (به انگلیسی: Uetersen Airport) (به زبان بومی: Flugplatz Uetersen) یک فرودگاه همگانی   است که یک باند فرود چمن دارد و طول باند آن ۹۰۰ متر است. این فرودگاه در  کشور آلمان قرار دارد و در ارتفاع ۷ متری از سطح دریا واقع شده است.